# Іст-Тілбері
Іст-Тілбері (англ. East Tilbury) — село в Англії, у графстві Ессекс, в окрузі (унітарний орган) Таррек. Розташовано за 31 км на південь від міста Челмсфорд та за 39 км на схід від Лондона. В 2019 році у селі проживало 5484 мешканців.
В 1932 році у поселенні відкрито один із взуттєвих заводів Баті.

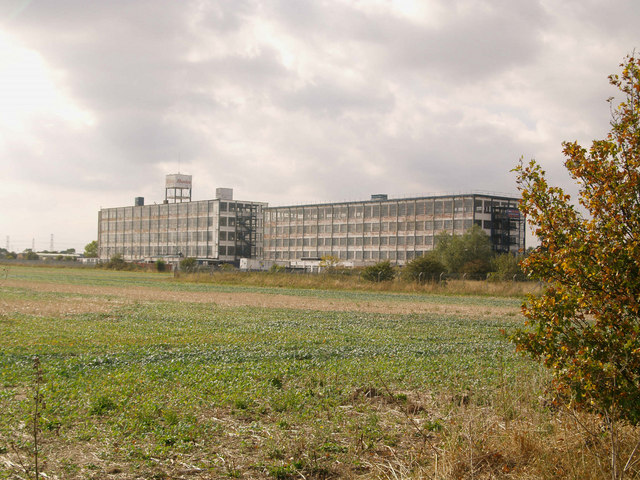
Корпус взуттєвої фабрики Bata Shoes в Іст-Тілбері

## Пов'язані з Іст-Тілбері
- Енн-Марі — британська співачка, народилася в Іст-Тілбері 7 квітня 1991

## Виноски
1. ↑  Іст-Тілбері на мапі (англ.).[недоступне посилання](англ.)

 Вікісховище має мультимедійні дані за темою: Іст-Тілбері